# Captura accessòria

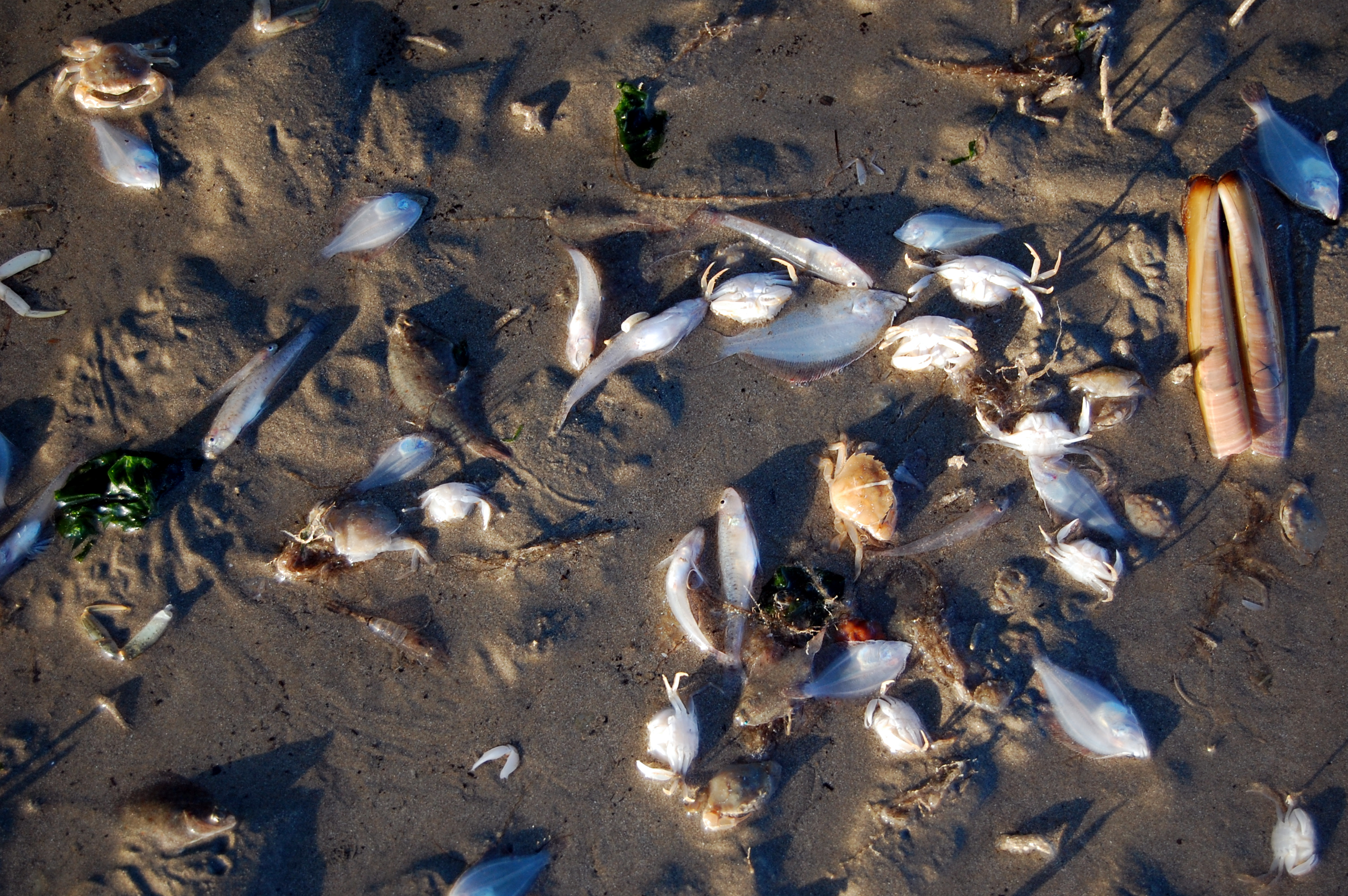
Captura accessòria d'un pescador de gambes

En la indústria pesquera, la captura accessòria és la captura involuntària de peixos o altres organismes marins juntament amb els animals de les espècies i mides desitjades. La captura accessòria pot referir-se a animals d'una espècie diferent, del gènere equivocat, o que encara són massa petits per ser pescats. De vegades, l'ús del terme s'estén a altres indústries que exploten els recursos animals.
El 1997, l'Organització de Cooperació i Desenvolupament Econòmic (OECD) definí la captura accessòria com «la mortalitat total per pesca, excloent-ne la part corresponent a la captura retinguda de les espècies objectiu». La captura accessòria contribueix a l'esgotament dels recursos pesquers i és un dels mecanismes implicats en la sobrepesca.
La captura accessòria és un problema global que afecta la vida marina a tot el món. Segons el Fons Mundial per la Natura, prop del 40% dels organismes marins capturats són captures no desitjades i molts individus moren o resten ferits. La mortalitat d'ocells marins és un dels efectes principals, causat, entre altres motius, per l'enganxament dels ocells a les xarxes de pesca quan intenten atrapar hams amb esquer. Afecta greument a algunes poblacions d'ocells i requereix investigacions amb tècniques diverses.
La pesca comercial és una amenaça per moltes espècies marines a causa de la captura accessòria. Al voltant de 7 milions de tones de peixos i mariscs són rebutjats accidentalment, i tècniques com les xarxes a la deriva, que se segueixen utilitzant-se en moltes regions, causan la mort de mamífers marins. La pesca d'arrossegament de fons és un mètode que causa una gran quantitat de captures accessòries, i també destrueix recursos i hàbitats al fons del mar. Aquestes pràctiques maten més de 300.000 dofins i balenes per ofegament cada any, mentre que la pesca de palangre mata milions de tortugues marines i ocells marins. La captura accessòria ha provocat també la desaparició d'algunes espècies de taurons.
Tots aquests animals poden ser descartats o aprofitats pel seu valor comercial, però, tot i així, la captura pot tenir efectes negatius, tant per als pescadors com per a l'ecosistema. La captura accessòria, per exemple, pot ser la causa de la reducció de determinades poblacions, un aprofitament poc eficient dels recursos biològics o un canvi en el comportament de les espècies.
La Declaració de Reykjavík de 2001 marca un canvi en l'administració de pesqueries, recomanant considerar l'impacte ecosistèmic en comptes de només l'impacte en espècies objectiu. La FAO va començar un projecte global de 5 anys, per reduir els impactes ambientals de la pesca tropical de gambeta a l'arrossegament. La guia per reduir la captura incidental a les pesqueries d'arrossegament de gambeta és un exemple dels esforços per sensibilitzar i capacitar les persones implicades sobre com protegir el medi ambient marí.
La pesca incidental també és costosa en termes de temps i diners, representant pèrdues econòmiques de milions de dòlars anuals, i enganya els consumidors en barrejar diferents espècies en la captura. Les pràctiques de pesca no sostenibles són una de les causes d'aquest problema i degradan els oceans. Hi ha mètodes de pesca selectiva que poden reduir la captura accidental i protegir les espècies. La pesca sostenible es fonamenta tant en la captura controlada d'espècies desitjades com en la reducció de la captura accessòria per tal de preservar la vida marina.